# Euchrepomis
Genre
Euchrepomis est un genre d'oiseaux Passeriformes de la famille des Thamnophilidae.

## Nomenclature
Le nom combine les mots grecs anciens euchrōs « rougeâtre, bien teint » et epōmis « pointe de l'épaule ».

## Liste des espèces
Selon la classification de référence du Congrès ornithologique international (1 janvier 2024), il comporte quatre espèces :
- Euchrepomis hypocondria (Sclater, 1855) – Grisin à croupion roux
- Euchrepomis humelaris (Sclater & Salvin, 1880) – Grisin à épaules rousses
- Euchrepomis sharpei (Berlepsch, 1901) – Grisin à croupion jaune
- Euchrepomis caesar (Sclater & Salvin, 1881) – Grisin spodioptile

## Classification
Le nom valide complet (avec auteur) de ce taxon est Euchrepomis Bravo (d), Remsen (d), Whitney (d) & Brumfield (d), 2012.